# Trasfigurazione di Nostro Signore Gesù Cristo (titre cardinalice)
Le titre cardinalice de Trasfigurazione di Nostro Signore Gesù Cristo (transfiguration de Notre Seigneur Jésus Christ) est institué à l'occasion du consistoire du 21 février 2001 par le pape Jean-Paul II. Il est rattaché à l'église homonyme située dans le quartiere Gianicolense à Rome.

## Titulaires
- Pedro Rubiano Sáenz (2001-2024)
- Pablo Virgilio David (depuis 2024)

## Sources
- (it) Cet article est partiellement ou en totalité issu de l’article de Wikipédia en italien intitulé « Trasfigurazione di Nostro Signore Gesù Cristo (titolo cardinalizio) » (voir la liste des auteurs).